# テンセント・ピクチャーズ
テンセント・ピクチャーズ（中国語: 腾讯影业、英語: Tencent Pictures）、中華人民共和国の映画製作企業。同社はテンセント・ホールディングスの映画部門であり、本やコミック本、アニメシリーズ及びビデオゲームに基づいた映画を制作している。また、子会社としてテンセント・ペンギン・ピクチャーズ（企鵝影視、Tencent Penguin Pictures）を設立しており、同社はウェブドラマの製作や長編作品への投資を行っている。

## 主な製作作品

### 国内向け
| 公開年 | 日本語題/原題                                          |
| ------ | ------------------------------------------------------ |
| 2015年 | 洛克王国4：出发! 巨人谷                                |
| 2016年 | 爵迹                                                   |
| 2016年 | 少年                                                   |
| 2017年 | 二代妖精之今生有幸                                     |
| 2018年 | 古董局中局                                             |
| 2018年 | SHADOW/影武者 影                                       |
| 2018年 | ロングデイズ・ジャーニー この夜の涯てへ 地球最后的夜晚 |
| 2019年 | 流転の地球 流浪地球                                    |
| 2019年 | 上海要塞 上海堡垒                                      |
| 2020年 | レスキュー 緊急救援                                    |
| 2020年 | プロジェクトV 急先鋒                                   |

### 共同製作
| 公開年 | 日本語題/原題                                                       | 共同製作会社 | 備考 |
| ------ | ------------------------------------------------------------------- | --- | ---- |
| 2016年 | ウォークラフト Warcraft                                             | ユニバーサル・ピクチャーズ、レジェンダリー・ピクチャーズ、ブリザード・エンターテインメント アトラス・エンターテインメント、ワンダ・ピクチャーズ                                                              | 投資 |
| 2017年 | キングコング:髑髏島の巨神 Kong: Skull Island                        | ワーナー・ブラザース・ピクチャーズ、レジェンダリー・ピクチャーズ | 製作 |
| 2017年 | ワンダーウーマン Wonder Woman                                       | ワーナー・ブラザース・ピクチャーズ、ラットパック=デューン・エンターテインメント、DCエンターテインメント アトラス・エンターテインメント、ワンダ・ピクチャーズ、クルエル・アンド・アンユージュアル・フィルムズ |      |
| 2018年 | ヴェノム Venom                                                      | コロンビア ピクチャーズ、マーベル・エンターテインメント、パスカル・ピクチャーズ |      |
| 2018年 | バンブルビー Bumblebee                                              | パラマウント・ピクチャーズ、オールスパーク・ピクチャーズ、ディ・ボナヴェンチュラ・ピクチャーズ |      |
| 2019年 | メン・イン・ブラック:インターナショナル Men in Black: International | コロンビア ピクチャーズ、アンブリン・エンターテインメント、オリジナル・フィルム |      |
| 2019年 | ターミネーター:ニュー・フェイト Terminator: Dark Fate               | パラマウント・ピクチャーズ、20世紀フォックス、スカイダンス・メディア | 投資 |
| 2019年 | 幸せへのまわり道 A Beautiful Day in the Neighborhood                | トライスター ピクチャーズ、Big Beach Films | 投資 |
| 2020年 | モンスターハンター Monster Hunter                                   | コンスタンティン・フィルム 、東宝、インパクト・ピクチャーズ | 投資 |
| 2021年 | ウィッシュ・ドラゴン Wish Dragon                                    | コロンビア ピクチャーズ、ソニー・ピクチャーズ アニメーション、Base FX、Beijing Sparkle Roll Media Corporation Boss Collaboration、Flagship Entertainment                                                     | 投資 |
| 2021年 | Extinct                                                             | トライスター・ピクチャーズ、China Lion、HB Wink Animation、Huayi Brothers、シネサイト |      |
| 2022年 | トップガン マーヴェリック Top Gun: Maverick                         | パラマウント映画、スカイダンス・プロダクションズ、ジェリー・ブラッカイマー・フィルムズ | 投資 |

### 公開未定の作品
- 20,000 Miles Plan（ルー・チューアン）[10]
- Aura
- The Game of Antiques
- Koseison
- The Magic Blade remake
- The Tibet Code（TVシリーズ）
- The Treasure Map[1]
- The Tuzki 3D[11]
- The King's Avatar（アニメーションシリーズ）（2017～現在）[12]